# Wopersnow (Adelsgeschlecht)

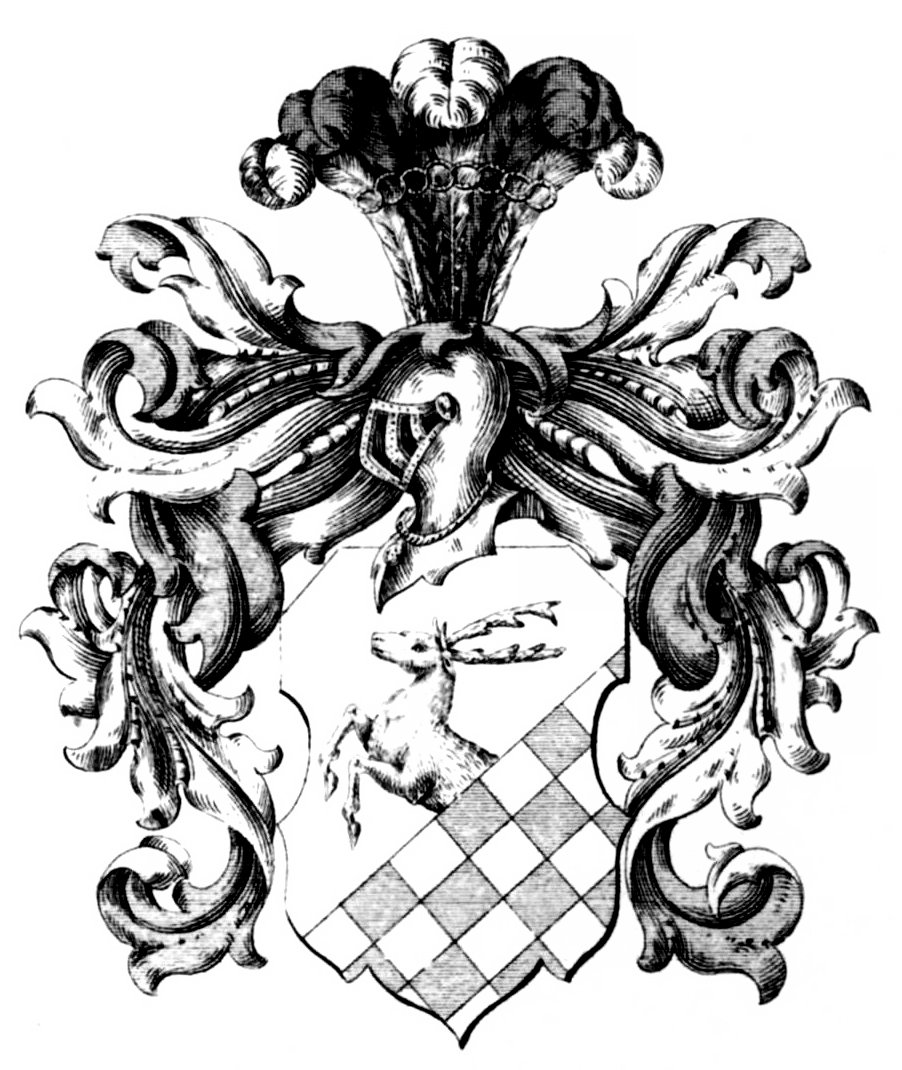
Wappen derer von Wopersnow

Wopersnow, vereinzelt auch Wobersnow, französisch: de Wopersnowe, selten Woperschnow, Wopersnau oder Wobbersnau u. ä., ist der Name eines alten, ursprünglich pommerschen Adelsgeschlechts, dessen Angehörige sich auch in Mecklenburg, in Dänemark, in Braunschweig und im französischsprachigen luxemburgischen Grenzgebiet ansiedelten. Das Geschlecht gilt als vor 1800 ausgestorben.

## Geschichte
Die erste urkundliche Erwähnung des Adelsgeschlechts geht auf das Jahr 1385 zurück und nennt die Namen der Brüder Pribislaus, Tymmo und Tydericus anlässlich des Verkaufs des Dorfes Nelep. Die durchgängige Stammreihe beginnt mit Michael von Wopersnow, genannt im Jahr 1392.
Die Stammgüter der Familie in Pommern waren Standemin, Kamissow und Natztow. 
Aus der Familie begaben sich Eustach von Wopersnow und Adrian von Wopersnow nach Livland, wo sie in der Mitte des 16. Jahrhunderts mehrfach urkundlich genannt wurden.
Mit Joachim von Wopersnow († 1574) aus dem Haus Natztow, dem Schweriner Domdechant und Hofrat von Herzog Ulrich, siedelte sich die Familie ab 1562 auch in Mecklenburg an. Die Wopersnow besaßen hier die Güter Buchholz, Dämelow, Keez, Lipz, Penzin, Rubow, Schlagsdorf, Thurow und Zürow. Von Thurow ausgehend blühte der Mannesstamm in der fünften Generation zuletzt in Dänemark mit General Joachim Ulrich von Wopersnow († 1782). 
Ebenfalls aus dem Haus Natztow spaltete sich um 1600 eine französische Linie ab, deren Angehörige sich bis etwa 1700 in lokal bedeutende Familie verheirateten. Sie besaßen unter anderem die Güter Buzenol in Wallonien und Bazailles in Lothringen. Auch dieser Zweig der de Wopersnowe ist 1741 im Mannesstamm und 1794 endgültig erloschen nach nur vier bzw. fünf Generationen erloschen.
Aus dem Haus Standemin machte sich die Familie mit Arndt von Wopersnow († 1621) in Braunschweig sesshaft. Unter Herzog Friedrich Ulrich wurde Arndt von Wopersnow 1616 als Rat in die Regierung berufen und spielte eine unrühmliche Rolle im sogenannten Regiment der ungetreuen Drosten um Anton von der Streithorst. Die Räte betrieben Bereicherung, Betrug und Münzverfälschung. Die Familie Wopersnow konnte jedenfalls die Güter Dedenhausen, Hastenbeck, Moringen, Nettlingen, Steyerberg, Wendhausen und Wellersen in ihren Besitz bringen. In Schellerten gibt es bis heute eine Freiherr-von-Wobersnow-Straße, ebenso zeigt das Wappen des Ortsteils Wöhle einen Teil des Wappens der Familie Wobersnow, was beides an die historische Präsenz der Familie in der Region erinnert. Traurige Berühmtheit aus diesem Zweig der Familie erlangte der am 14. Februar 1633 in Prag durch das Schwert (mittels Enthauptung) hingerichtete Rittmeister Staitz von Wobersnau; laut eigener Aussage beging von Wobersnau am Hinrichtungstag seinen 20. Geburtstag. Als Angehörigem des wallensteinschen Heeres waren ihm und weiteren Offizieren, nach der Niederlage bei Lützen gegen die Schweden, Feigheit vor dem Feind vorgeworfen worden. Mit Freiherr Franz Johann Rudolph von Wobersnow zu Nettlingen, der aus seiner Ehe Odilia Maria Barbara von Bockenförde gen. Schüngel vier Töchter hatte, ist dieser braunschweigisch-hildesheimer Zweig im Jahre 1722 im Mannesstamm und 1778 nach drei bzw. vier Generationen endgültig erloschen.
Gegen Mitte des 18. Jahrhunderts hatte die pommersche Familie auch in der Neumark mit Wugarten und Crampe. Besitz erworben. Mit den beiden königlich preußischen Leutnants bei der Garde du Corps Ernst Friedrich von Wopersnow zu Standemin († nach 1773) und dem Georg August von Wopersnow zu Wugarten († 1774) ist dann auch die pommersche Linie der Familie im Mannesstamm und 1786 gänzlich erloschen.

## Wappen
Der schräglinks geteilte Schild zeigt oben in Silber einen wachsenden naturfarbenen Hirsch, das untere Feld ist von Blau und Silber schräg geschacht; auf dem Helm mit blau-silbernen Decken fünf abwechselnd silbern und schwarze, von einer goldenen Kette umfasste Straußenfedern.
Die mecklenburgische Linie führte abweichend als Helmzier den wachsenden Hirsch.
„Hirsch über Schach“ ist das wiederkehrende Motiv einer Wappengruppe etlicher pommerscher Adelsgeschlechter. 

## Angehörige (chronologisch)
- Joachim von Wopersnow († 1574), Schweriner Domdechant und mecklenburgisch-güstrowscher Hofrat
- Arndt von Wopersnow (1573–1621), braunschweigischer Geheimer Kammerrat, Kriegskommissar, General und Landdrost, gehörte zu Anton von der Streithorsts Regime der ungetreuen Landdroste unter Herzog Friedrich Ulrich[10]
- Moritz Franz Kasimir von Wopersnow (1708–1759), preußischer Generalmajor und persönlicher Adjutant Friedrichs des Großen
- Peter Christoph von Wopersnow (1712–1760), preußischer Major, Bataillonskommandeur und Ritter des Orden Pour le Mérite
- Joachim Ulrich von Wopersnow (1715–1782), dänischer Generalmajor
- Johann Friedrich Ludwig von Wopersnow (1717–1771), preußischer Major, Kommandeur des Infanterie-Regiments (Nr. 11)